# 可卖回债券
可卖回债券（Putable Bond）是债券持有人可以按照特定价格在债券到期日之前强制卖给债券发行人的一种特殊债券。卖回的权利是针对债券持有人而言的，也称为可回售债券。它可以视作一种内嵌了看跌期权（Put Option）的债券。
卖回价格通常为债券面值。当市场利率较高时，投资人可以将债券卖回并将所得资金投资于其他债券来获得更高的收益。由于该条款对投资人有利，作为补偿，投资人往往愿意接受较低的票面利率。